# Jaroslav Kocian
Jaroslav Kocian (Ústí nad Orlicí, Txèquia, 22 de febrer de 1883 - Praga, 8 de març de 1950) fou un violinista i compositor txec.
Estudià al Conservatori de Praga, amb Otakar Ševčík i debuta en aquella ciutat, després va emprendre grans gires per Àustria i Anglaterra, i després de donar-se a conèixer arreu d'Europa, recollí grans triomfs als Estats Units, el 1902-03. El 1905 donà una sèrie de concerts a Itàlia, on se li tributà l'honor de poder tocar el famós violí de Paganini, que havia romàs intacte des de la mort del mestre.
El 1908 se'l nomenà professor del Conservatori d'Odessa, a Rússia, i el 1909 emprengué un nou viatge als Estats Units, i des de llavors continuà organitzant una llarga sèrie de concerts arreu d'Europa. A més de dominar amb sorprenent seguretat la tècnica de l'instrument, Kocian es distingia per l'amplitud i profunditat del to.